# Змија и дуга
Змија и дуга (енгл. The Serpent and the Rainbow) је амерички хорор филм из 1988. године, режисера Веса Крејвена, са Билом Пулманом, Кети Тајсон, Зејком Мокаом и Полом Винфилдом у главним улогама. Филм је рађен по истоименој књизи која описује истините догађаје о Клервијусу Нарцису, човеку који се претворио у зомбија.
Филм је добио претежно позитивне критике, а остварио је успех и у финансијском погледу. Након филмова Последња кућа са леве стране, Брда имају очи и Страва у Улици брестова ово је још један успешан хорор филм редитеља Веса Крејвена.

## Радња
Антрополог Денис Алан (Бил Пулман) одлази на Хаите, након што до њега допру гласине о праху који помоћу црне магије претвара људе у зомбије. Када открије да иза свега стоји Дајгент Пејтрад, хаићански вуду маг, Денис постаје његова главна мета. У помоћ му пристижу локална докторка Марил Дучамп и бели маг Лусијен Селин.

## Улоге
| Глумац                | Улога                        |
| --------------------- | ---------------------------- |
| Бил Пулман            | Денис Алан                   |
| Мајкл Гоф             | Скунбачер                    |
| Пол Гилфојл           | Ендру Кесиди                 |
| Кети Тајсон           | Марил Дучамп                 |
| Пол Винфилд           | Лусијен Селин                |
| Зејк Мока             | Дајгент Пејтрад              |
| Деј Јанг              | Дебора Кесиди                |
| Брет Џенингс          | Луис Моцарт                  |
| Конард Робертс        | Кристофер Дуранд             |
| Франсис Гвинан        | амерички доктор              |
| Алета Мичел           | Келестин                     |
| Бађа Ђола             | Гастон                       |
| Филоген Томан         | свештеник                    |
| Терезија Мерил        | Симона                       |
| Евенцио Москера Слацо | стари Шаман                  |
| Вилијам Њуман         | француски мисионарски доктор |
| Дијаманда Галас       | глас мртвих                  |